# Kontextualisierung
Kontextualisierung bedeutet allgemein, dass ein Vorstellungsinhalt, eine Sache, ein Wort oder eine Person in Beziehung zu anderen Inhalten gesetzt wird, die mit ihm in einem Zusammenhang gesehen werden. Je nach der Einordnung des Inhalts und der Art des Zusammenhangs unterscheidet man verschiedene Theorien der Kontextualisierung. Die Linguistik untersucht sprachliche Zusammenhänge, die Pädagogik lerntheoretische, die Philosophie erkenntnistheoretische Zusammenhänge. Auch in Architektur und Städtebau spielt die Beziehung des Objekts zu seiner Umgebung eine wichtige Rolle.
Es handelt sich also um die interaktive Konstitution des relevanten Kontextes innerhalb eines Kommunikations- und Interpretationsprozesses.
Der Begriff wird insbesondere in der Sprachwissenschaft, der Kommunikationstheorie, der Philosophie und der Pädagogik angewendet.
Der Kontextualismus erhebt die Kontextualisierung in den Geistes- und Sozialwissenschaften zum Denkprinzip.
Hinter dem Konzept der Kontextualisierung steht die Überzeugung, dass komplexe und vielschichtige Wörter oder Sätze nur aus ihrem geeigneten sprachlichen Kontext heraus zu sehen und verstehen sind, ebenso wie kulturelle Objekte nur aus ihren kultur- und alltagsgeschichtlichen Zusammenhängen heraus. Es geht immer darum, die richtigen bzw. angemessenen Bezüge herzustellen.
Die Kontextualisierung gilt auch als Methode des vernetzten Denkens und Lernens sowie der systemischen Familientherapie.
Im Aufsatzunterricht im Fach Deutsch versteht man unter Kontextualisierung einer Textvorlage, dass der Schüler in seinem Aufsatz außertextliche Bezüge zum vorliegenden Text herstellt (historische, soziologische, politische Einflüsse, literaturgeschichtliche Einordnung, Vorwissen über den Autor oder die Werkgeschichte, Kenntnisse von anderen Texten zum gleichen Thema oder Motiv).
Abgeleitete Begriffe sind Dekontextualisierung und Rekontextualisierung.